# 広野允士
広野 允士（ひろの ただし、1943年1月1日 - ）は、日本の通産官僚、政治家。
衆議院議員（1期）、参議院議員（2期）、参議院北朝鮮による拉致問題等に関する特別委員長、民主党筆頭副幹事長、同参議院幹事長代理、同広報委員長、同富山県総支部連合会代表、国民の生活が第一副代表兼参議院議員会長、日本未来の党幹事（広報担当）、生活の党副代表・両院議員総会長・幹事会議長・富山県総支部連合会代表などを歴任。
選挙など政治活動の際には、名を平仮名で表記した「広野ただし」名義を用いることが多いが、本名は漢字表記の「広野允士」である。

## 来歴

### 生い立ち
富山県富山市出身。富山県立富山中部高等学校、東京大学工学部卒業後に通商産業省に技官で入省。大臣官房企画官、電気機器課長を歴任。

### 衆議院議員として
1990年、第39回衆議院議員総選挙に無所属で立候補するが落選。1993年、第40回衆議院議員総選挙に新生党公認で旧富山1区から出馬し、初当選。1994年の新進党結成に参加するが、1996年の第41回衆議院議員総選挙では新設された小選挙区の富山1区で落選。新進党の解党により、小沢一郎党首の下で自由党結党に参加。2000年の第42回衆議院議員総選挙にも自由党公認で出馬するが、落選した。

### 参議院議員として
2001年、第19回参議院議員通常選挙に自由党公認で比例区から出馬し、参院で初当選する。2003年の民由合併により、民主党に入党。小沢グループに属する。
北朝鮮による拉致問題等に関する特別委員会委員長在任中、北朝鮮人権法案の成立に尽力。2006年に同法案は第164回国会で成立したが、この法案の第6条2項に盛り込まれた、日本政府が脱北者の保護及び支援に関し、施策を講ずるよう努める旨の記述が後に問題視された。
2007年7月の第21回参議院議員通常選挙に民主党公認で比例区から出馬するが、次々点で落選。同年12月、山本孝史参議院議員が議員在職のまま癌で死去したため次点の大石尚子が繰り上げ当選したあと、2009年8月、青木愛参議院議員が第45回衆議院議員総選挙に出馬して自動失職したそれをうけ、繰り上げ当選により国政復帰を果たした。
2009年10月、小沢一郎幹事長のもとで民主党副幹事長に就任。
2011年9月、民主党広報委員長に就任。
2012年2月9日、民主党が消費増税に向けた全国キャンペーンを開始するにあたり、消費増税方針に反対して広報委員長を辞任。7月2日には民主党に離党届を提出し、7月3日に受理された。それにともない、党富山県総支部連合会の代表も辞職した。しかし、前任の県連代表である村井宗明も社会保障・税一体改革関連法案の採決で造反するなど状況が混乱していたことから、代表を当面空席とする措置が採られた。
2012年7月11日の国民の生活が第一の結党に参加した。党副代表兼参議院議員会長に就任。
同年11月27日、滋賀県知事の嘉田由紀子が卒原発を旗印に結成した「日本未来の党」に生活が合流を表明したことを受け、翌28日に総務省へ提出した政党設立届出に所属議員として名を連ねた。12月1日、党幹事（広報担当）に就任。
その後、2012年末の日本未来の党の分党を受けて、事実上の継承政党となった生活の党に所属。両院議員総会長に就任。また、2013年1月に発足した同党の富山県総支部連合会では、代表に就任した。
2013年の第23回参議院議員通常選挙で落選したが、その選挙の際、広野の運動員に法定限度額を超える報酬を支払ったとして、当時の公設第一秘書ら2名が9月4日、公職選挙法違反（買収）の容疑で、富山県警に逮捕された。2014年3月14日、公選法違反で公設秘書の有罪が確定した広野に連座制を適用するよう東京高検が求めた訴訟の判決で、東京高裁は、適用を認め、参院選比例代表での5年間の立候補禁止を命じた。

## 略歴
- 1943年 - 誕生。
- 1961年 - 富山県立富山中部高等学校卒業。
- 1965年 - 東京大学工学部卒業。
- 1965年 - 通商産業省入省。
- 1993年 - 第40回衆議院議員総選挙当選。
- 2001年 - 第19回参議院議員通常選挙当選。
- 2005年 - 参議院北朝鮮による拉致問題等に関する特別委員長。
- 2009年 - 参議院議員繰り上げ当選。
- 2010年 - 民主党参議院副会長。
- 2011年 - 民主党広報委員長。
- 2012年 - 国民の生活が第一副代表。
- 2012年 - 国民の生活が第一参議院議員会長。
- 2012年 - 日本未来の党幹事（広報担当）。
- 2013年 - 生活の党両院議員総会長。
- 2013年 - 第23回参議院議員通常選挙落選。

## 議員連盟
- 人権擁護法案から人権を守る会

## 家族
長男の広野大士は自由党富山県連副幹事長を務めた。2017年・2021年の富山市議会議員選挙や2019年の富山県議会議員選挙に出馬したが、いずれも落選した。